# Kokia drynarioides
Kokia drynarioides là một loài thực vật có hoa thuộc họ Malvaceae, là loài đặc hữu của Hawaii. Nó sống trong các rừng khô ở độ cao 455–1.915 m (1.493–6.283 ft).

## Hình ảnh

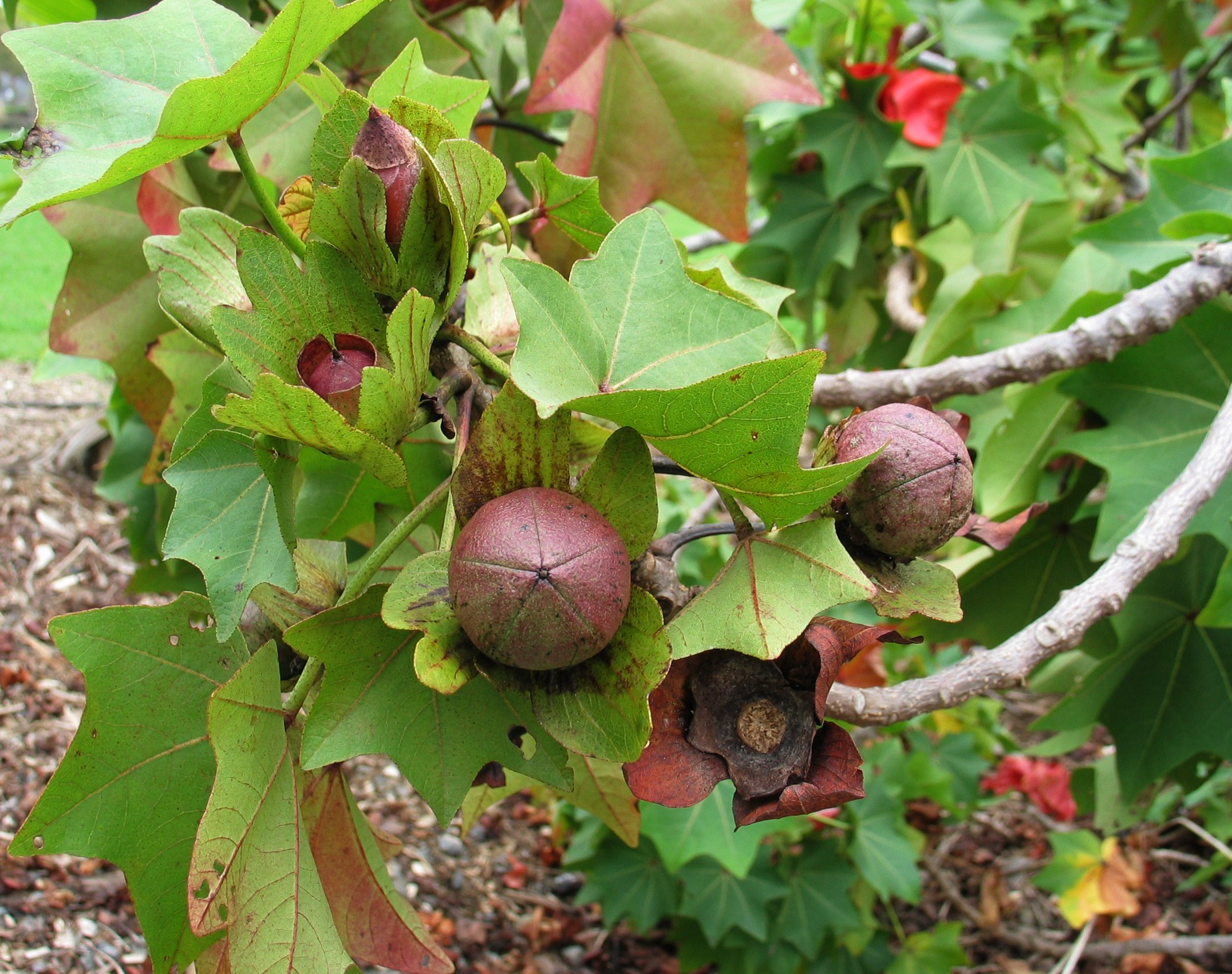
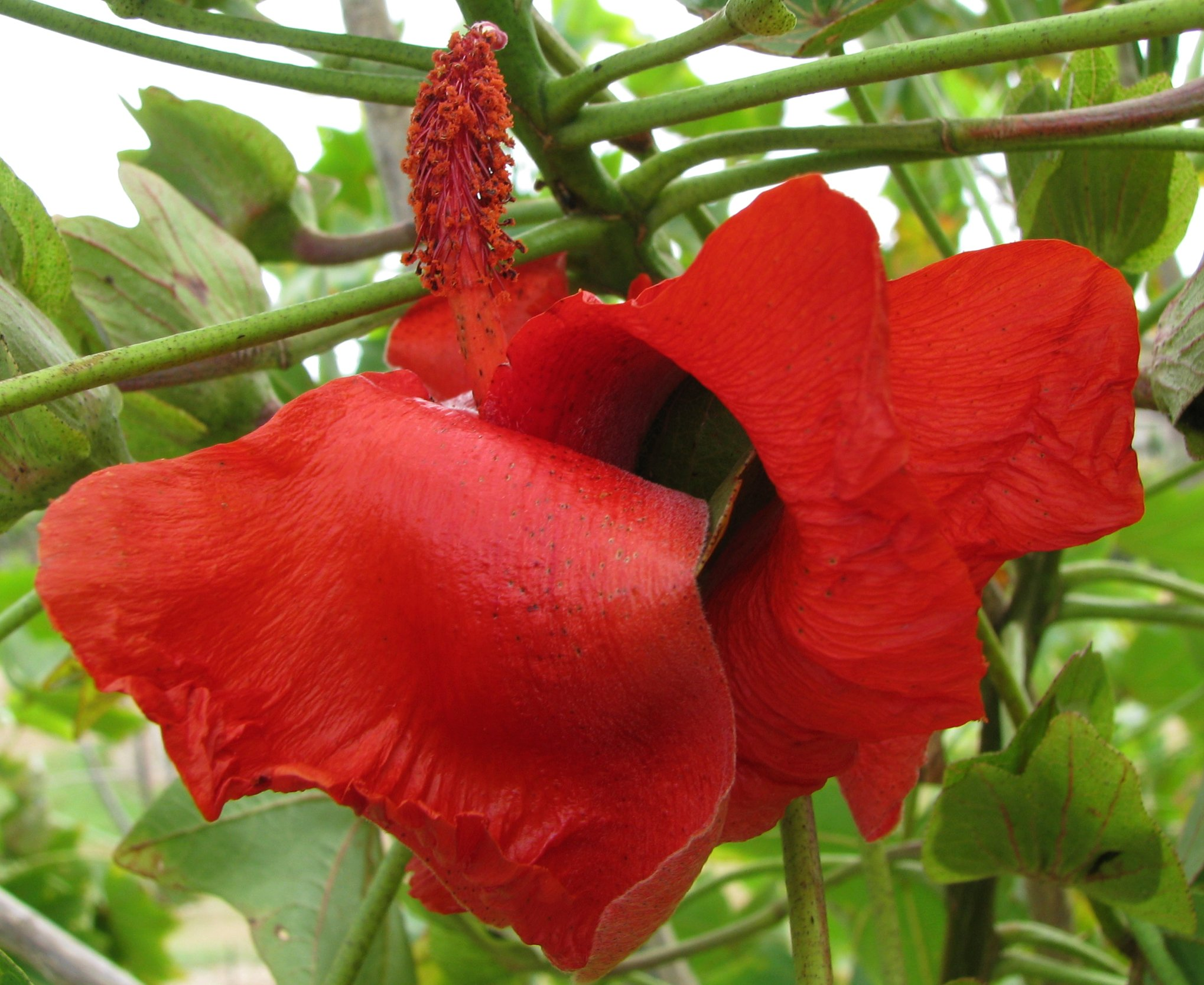
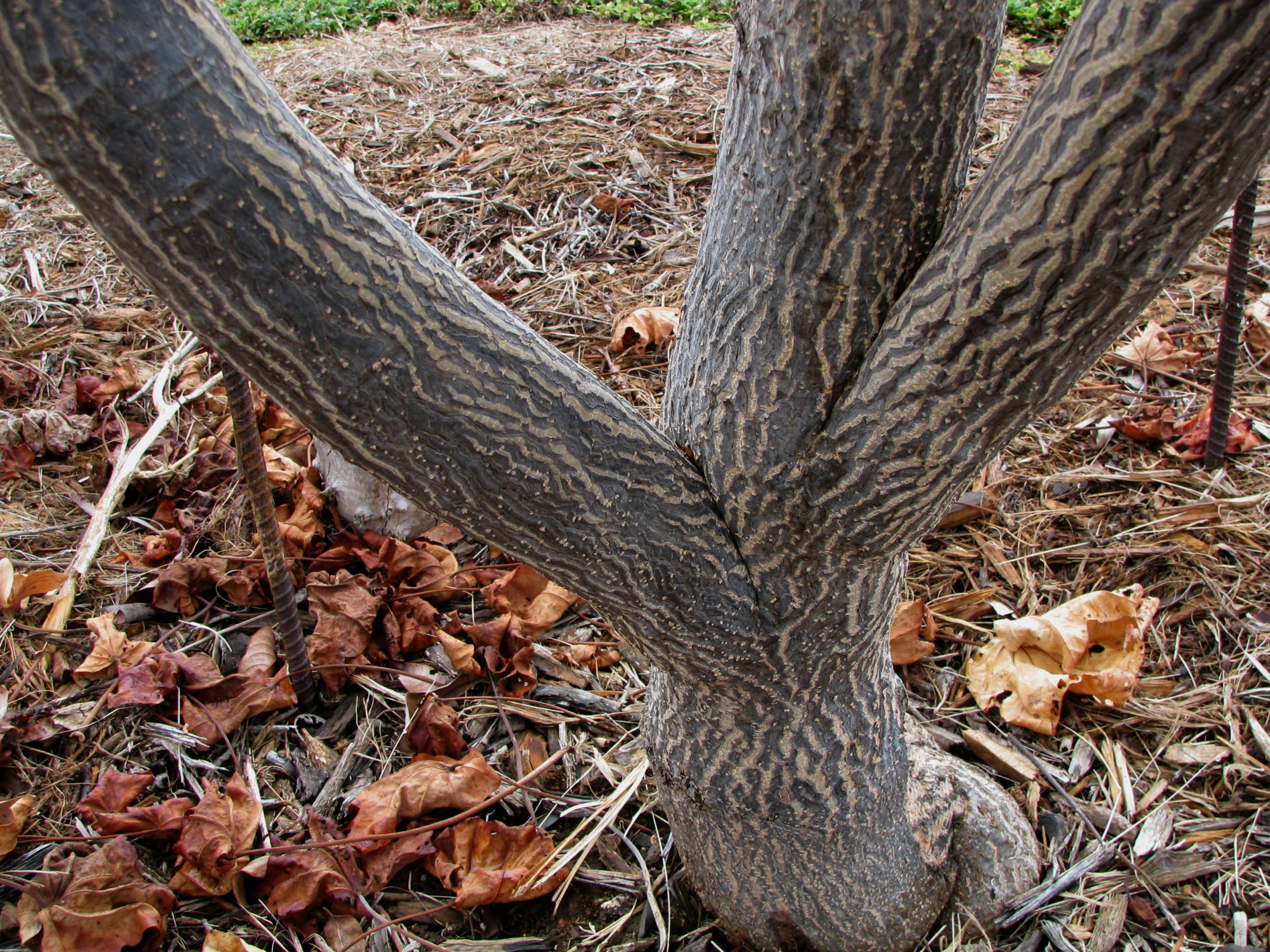
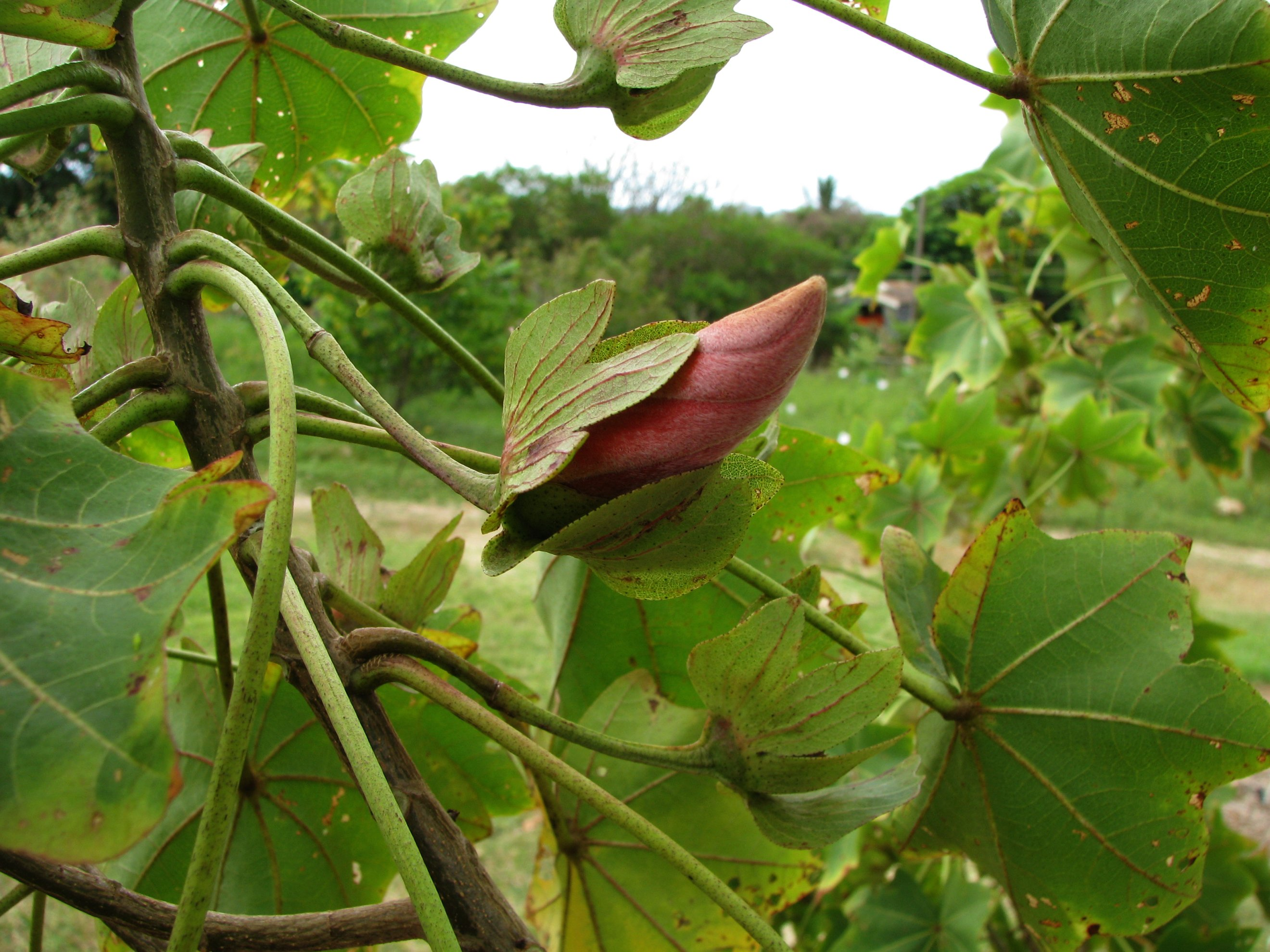